# Dsmitryj Dsjubin
Dsmitryj Michajlawitsch Dsjubin (belarussisch Дзмітрый Міхайлавіч Дзюбін; englisch Dzmitry Dziubin; * 12. Juli 1990 in Polazk, Weißrussische SSR, UdSSR) ist ein belarussischer Geher.

## Sportliche Laufbahn
Erste internationale Erfahrungen sammelte Dsmitryj Dsjubin bei den Jugendweltmeisterschaften 2007 in Ostrava, bei denen er im 10.000-Meter-Gehen Rang 14 belegte. Zehn Jahre danach qualifizierte er sich für die Weltmeisterschaften in London, bei denen er in 1:25:41 h Platz 49 im 20-km-Gehen belegte. Mit einer Zieleinlaufzeit von 3:47,59 Stunden errang Dsjubin bei den Europameisterschaften in Berlin hinter dem Ukrainer Marjan Sakalnyzkyj und dem Slowaken Matej Tóth die Bronzemedaille im 50-km-Gehen.
2013 wurde Dsjubin belarussischer Meister im 50-km-Gehen sowie 2013 und 2018 Hallenmeister im 10.000-Meter-Gehen.

## Persönliche Bestleistungen
- 20-km-Gehen: 1:22:21 h, 21. Mai 2017 in Poděbrady
- 50-km-Gehen: 3:47:58 h, 7. August 2018 in Berlin